# Calocucullia
Calocucullia é um gênero de traça pertencente à família Arctiidae.